# متوسط (مجموعه تلویزیونی)
واسطه (انگلیسی: Medium) یک سریال تلویزیونی درام آمریکایی است که در ابتدا از ۳ ژانویه ۲۰۰۵ تا ۱ ژوئن ۲۰۰۹ از شبکه ان‌بی‌سی پخش شد و پس از آن از ۲۵ سپتامبر ۲۰۰۹ تا ۲۱ ژانویه ۲۰۱۱ برای دو فصل دیگر از شبکه سی‌بی‌اس به نمایش گذاشته شد.